# Homi K. Bhabha
Homi K. Bhabha, född 1 november 1949 i Bombay, är en indisk-brittisk filosof inom kritisk teori och postkolonial teori. Han är professor vid Harvard University. Bhabha är känd för sin transkulturella teori om hybriditet.

## Biografi
Homi K. Bhabha föddes i Bombay år 1949. Han studerade vid Mumbaiuniversitetet och avlade sedermera doktorsexamen i engelsk litteratur vid Christ Church vid Oxfords universitet. Han har föreläst vid universiteten i Sussex och Princeton.
Bhabha har i sin akademiska gärning influerats av Derridas dekonstruktion, Lacans psykoanalys samt Foucaults diskursivitet.